# 6878 Ісаму
6878 Ісаму (6878 Isamu) — астероїд головного поясу, відкритий 2 жовтня 1994 року.
Тіссеранів параметр щодо Юпітера — 3,463.